# Даттенберг
Даттенберг (нім. Dattenberg) — громада в Німеччині, розташована в землі Рейнланд-Пфальц. Входить до складу району Нойвід. Складова частина об'єднання громад Лінц-ам-Райн.
Площа — 9,33 км2. Населення становить 1479 ос. (станом на 31 грудня 2020).

## Галерея

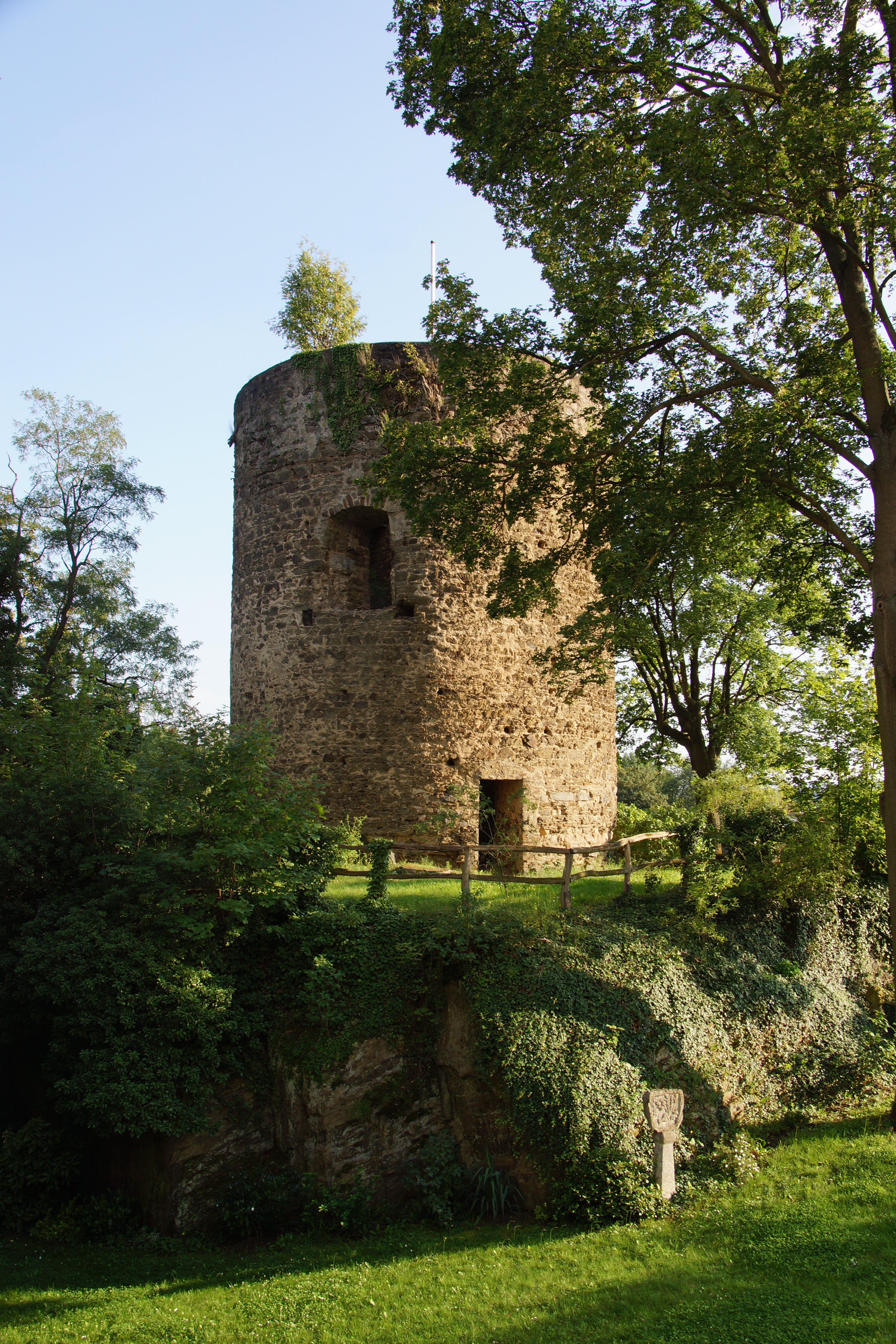
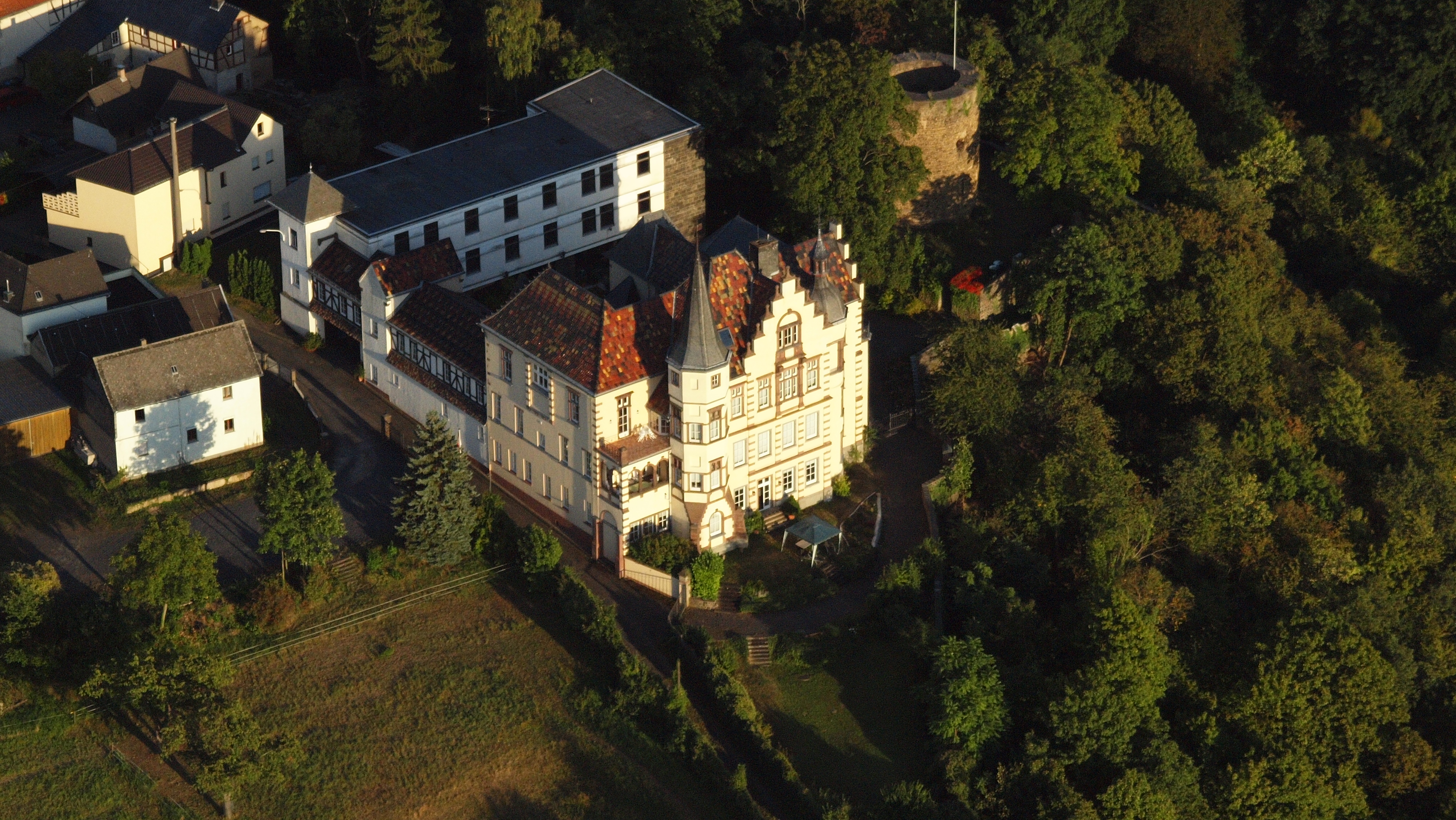
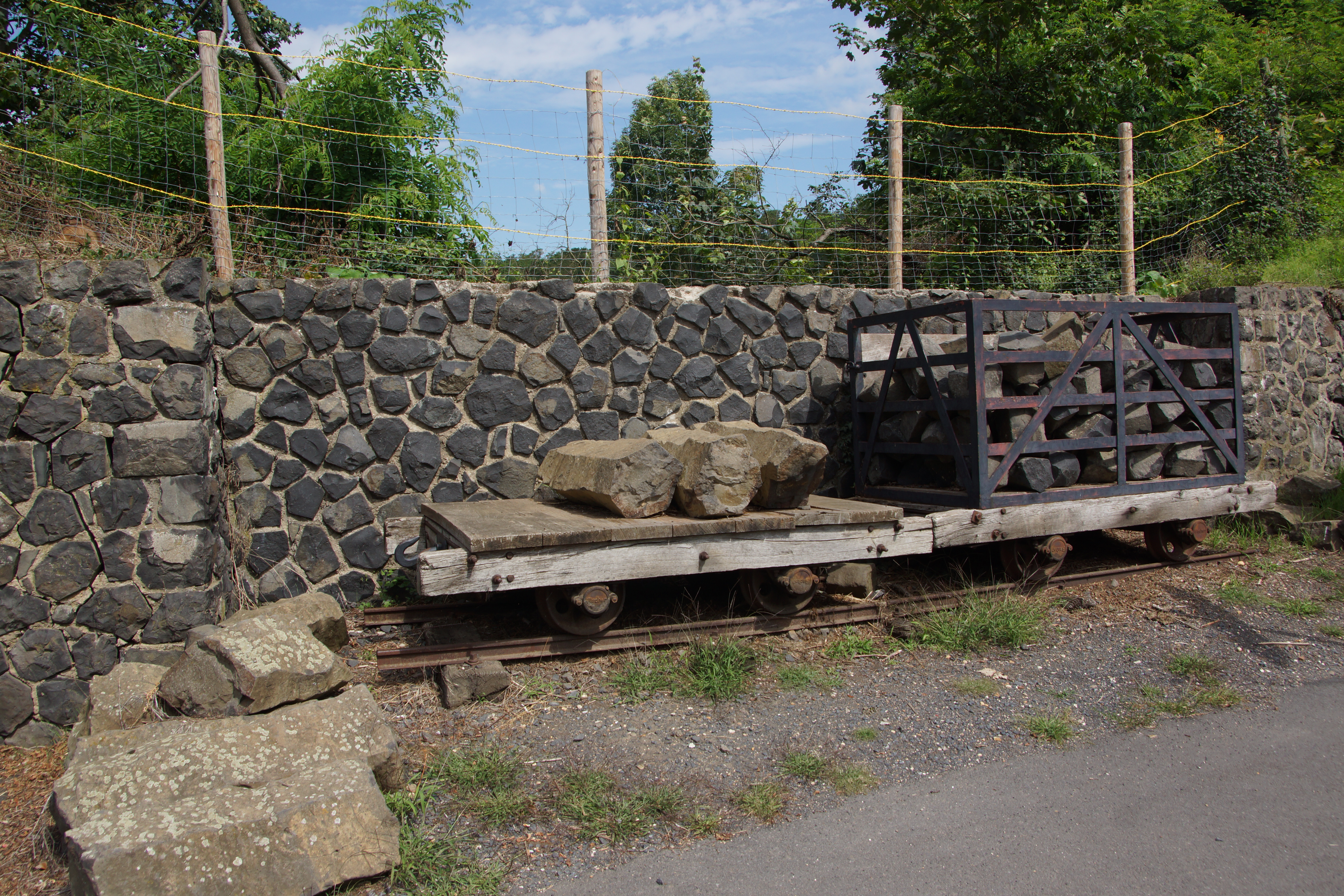
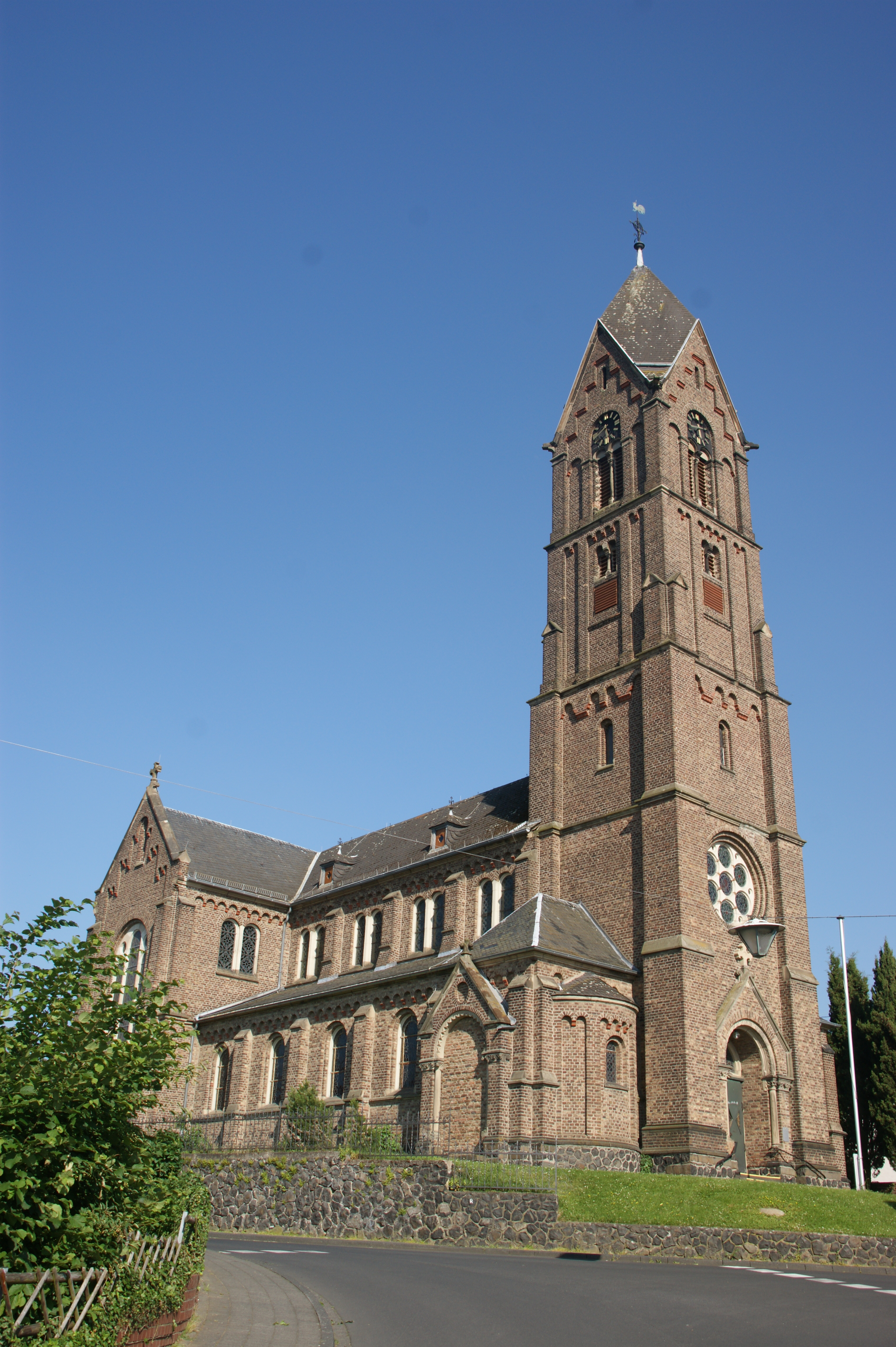